# Ride ON!
『とちぎテレビ開局15周年記念番組 Ride ON!』（とちぎテレビかいきょくじゅうごしゅうねんきねんばんぐみ ライドオン）は、2013年から放送開始した、とちぎテレビ制作の自転車（ロードバイク）情報番組である。

## 概要
主に自転車旅行（サイクルツーリング）やロードバイクの情報をとりあげた番組である。
レギュラー3人が、栃木県内のおすすめツーリングコースを堪能する。また、廣瀬が所属する宇都宮ブリッツェンをはじめとしたロードレースに関する情報や、ロードバイクのメンテナンス・商品情報（宇都宮ブリッツェンのスポンサーでもあるカンセキ店内で収録）なども伝えられる。
なお、道路地図や字幕などは同じとちぎテレビ制作の『とちぎ発!旅好き!』と同一フォーマットである。
開始当初、とちぎテレビ制作番組としては唯一、中京圏の独立局（岐阜放送）でもネットされていた番組である（ただし、第1シーズンのみ。後に『とちぎ発!旅好き!』も岐阜放送で2014年5月にネットを開始した。）。その第1シーズンは2013年6月 - 11月に放送された。その後、2014年1月 - 2月にかけて、『イブニング6』の1コーナーとして「Ride ON! Family」を放送（これは栃木ローカルで放送）。第2シーズンは2014年3月より再開した。しかし、2018年4月より長年ネットを続けてきた千葉テレビ放送でのネットが打ち切られるとともに、とちぎテレビでも隔週放送となった。
2024年3月放送分を持って放送終了する事を発表した。

## 出演者
- 廣瀬佳正（宇都宮ブリッツェン）
- 伊藤怜
- だいじ（だいまじん）
- DJ-TETSU - ナレーター

## 放送局と放送時間

### 第1シーズン
| 放送対象地域 | 放送局                                   | 放送期間                 | 系列  | 放送日時           | 備考 |
| ------------ | ---------------------------------------- | ------------------------ | ----- | ------------------ | --- |
| 栃木県       | とちぎテレビ （GYT/とちテレ） （制作局） | 2013年6月2日 - 11月24日  | JAITS | 日曜 21:30 - 21:55 | 再放送あり |
| 千葉県       | 千葉テレビ放送 （CTC/チバテレ）          | 2013年6月8日 - 12月21日  | JAITS | 土曜 12:00 - 12:25 | 夏の高校野球千葉大会開催中（毎年7月）は休止（欠番扱い）。 11月30日（最終回の1つ前）放送後、なぜかその後2週間はいずれもショップジャパンで穴埋めされ、12月21日終了。 |
| 岐阜県       | 岐阜放送 （GBS/ぎふチャン）              | 2013年7月10日 - 11月26日 | JAITS | 火曜 4:30 - 5:00   | 開始から9月までは水曜 18:30 - 19:00に放送。 |

### 第2シーズン
第2シーズンはチバテレでは引き続き放送されるが、ぎふチャンでの放送は行われない。ただし、チバテレの放送も2018年3月で打ち切られているため、それ以降はとちぎテレビのみの放送である。
| 放送対象地域 | 放送局                                   | 放送期間                     | 系列  | 放送日時                                                  | 備考 |
| ------------ | ---------------------------------------- | ---------------------------- | ----- | --------------------------------------------------------- | --- |
| 栃木県       | とちぎテレビ （GYT/とちテレ） （制作局） | 2014年3月5日 -               | JAITS | 隔週月曜 19:00 - 19:25 （放送がない週は、前週の再放送）） | 再放送あり 2014年3月 - 2015年3月は、水曜20:00 - 20:25に放送していた。 2015年4月 - 2018年9月は、木曜 22:00 - 22:25に放送していた。 （2018年4月 - 9月は隔週放送で、放送がない週は、前週の再放送）                                                       |
| 千葉県       | 千葉テレビ放送（CTC/チバテレ）           | 2014年4月1日 - 2018年3月25日 | JAITS | 日曜 26:00 - 26:25                                        | 2017年3月までは、夏の高校野球千葉大会開催中（毎年7月）や、 『テレビ傍聴席』（千葉県議会中継）放送日など休止あり（欠番扱い）。 2014年4月 - 2016年9月は、火曜11:30 - 11:55に放送していた。 2016年10月 - 2017年3月は、月曜 11:30 - 11:55に放送していた。 |